# Женска фудбалска репрезентација Филипина
Женска фудбалска репрезентација Филипина (фил. Pambansang koponan ng football ng kababaihan ng Pilipinas) национални је фудбалски тим који на међународној сцени представља азијску државу Филипине. Делује под ингеренцијом Фудбалског савеза Филипина који је основан 1907, а у пуноправном чланству у ФИФА и АФК је од 1930, односно од 1954. године.
Женска фудбалска репрезентација Филипина је формализована током 1980-их. Филипини су редовно учествовали на АФК женском Азијском купу, први пут су учествовали 1981. године када је турнир још био познат као „АФК првенство за жене”. Филипини су били домаћини турнира 1999. године у Илоилоу и Баколоду. Имали су паузу на континенталном турниру након што су учествовали 2003. године, а процес квалификација је уведен у издању 2006. године. Вратиле су се на Куп Азије за жене АФК 2018. године након квалификација 2017. У тој итерацији турнира напредовале су даље од групне фазе по први пут у својој историји учешћа у Купу Азије. Филипини су напредовали даље у издању 2022. године, пласиравши се у полуфинале и квалификујући се за Светско првенство у фудбалу за жене 2023. Било је то прво учешће националног тима на ФИФА турниру Светског првенства за жене у њиховој 42. годишњој историји.
У фудбалу у југоисточној Азији, женски тим Филипина је освојио своју прву титулу АФФ женског шампионата 2022. године. Тим је имао ограничене успехе у претходним издањима шампионата и на Играма југоисточне Азије, а једини успех им је била бронзана медаља 1985. године.
Селектор репрезентације од октобра 2021. године је Ален Стајчић и тим је тренутно 46. на женској ФИФА ранг листи од јуна 2023. године, што је њихов највиши ранг до сада.

## Историја

### Почетак
Женска фудбалска репрезентација Филипина је формално организована након што је Филипински женски фудбалски савез (ПЛФА) основан 1980. године од стране фудбалерке Кристине Рамос, која је касније постала члан тима. Филипини су учествовали на Првенству Азије 1983. на Тајланду, иако турнир у то време није одобрила ФИФА или Азијска фудбалска конфедерација (АФК). Да би Филипини имали право да учествују на ФИФА турнирима, ПЛФА и, поред тога, женска репрезентација би морали да буду подружница ПФФ-а, филипинског националног спортског удружења за фудбал. ПЛФА је касније постала део ПФФ.
Филипини су били међу тимовима који су се такмичили на Играма југоисточне Азије 1985. на Тајланду, првом издању игара које су угостиле женски фудбал. Тим је освојио свој први подијум на турниру тако што је завршиоле на трећем месту. Међутим, фудбалски догађај на турниру су играла само укупно три тима, Филипини, Тајланд и Сингапур, тако да лошије нису могле проћи, при чему Филипини нису победили ни у једном мечу.

## Светска ранг листа ФИФА
Ажурирано July 25, 2023, После утакмице са  Нови Зеланд. Рачунају се само званичне утакмице против сениорских репрезентација.
  Најбоља позиција    Највећи скок    Најлошија позиција    Навећи пад  
| Историја светског рангирања ФИФА − Филипини (жене) | Историја светског рангирања ФИФА − Филипини (жене) | Историја светског рангирања ФИФА − Филипини (жене) | Историја светског рангирања ФИФА − Филипини (жене) | Историја светског рангирања ФИФА − Филипини (жене) | Историја светског рангирања ФИФА − Филипини (жене) | Историја светског рангирања ФИФА − Филипини (жене) | Историја светског рангирања ФИФА − Филипини (жене) | Историја светског рангирања ФИФА − Филипини (жене) | Историја светског рангирања ФИФА − Филипини (жене) | Историја светског рангирања ФИФА − Филипини (жене) | Историја светског рангирања ФИФА − Филипини (жене) |
|                                                    |                                                    | Позиција                                           | Година                                             | Утакмица играно                                    | Поб                                                | Изг                                                | Нер                                                | Најбољи                                            | Најбољи                                            | Најлошији                                          | Најлошији                                          |
| Поз                                                | Помак                                              | Позиција                                           | Година                                             | Утакмица играно                                    | Поб                                                | Изг                                                | Нер                                                | Поз                                                | помак                                              |                                                    |                                                    |
| -------------------------------------------------- | -------------------------------------------------- | -------------------------------------------------- | -------------------------------------------------- | -------------------------------------------------- | -------------------------------------------------- | -------------------------------------------------- | -------------------------------------------------- | -------------------------------------------------- | -------------------------------------------------- | -------------------------------------------------- | -------------------------------------------------- |
| 1                                                  |                                                    | 39 (16. 8. 2024)                                   | 2023                                               | 11                                                 | 6                                                  | 5                                                  | 0                                                  | 46                                                 | 3                                                  | 49                                                 | 4                                                  |
| 2                                                  |                                                    | 53                                                 | 2022                                               | 29                                                 | 17                                                 | 9                                                  | 3                                                  | 53                                                 | 1                                                  | 54                                                 | 10                                                 |
| 3                                                  |                                                    | 64                                                 | 2021                                               | 2                                                  | 2                                                  | 0                                                  | 0                                                  | 64                                                 | 4                                                  | 68                                                 | 3                                                  |
| 4                                                  |                                                    | 65                                                 | 2020                                               | 0                                                  | 0                                                  | 0                                                  | 0                                                  | 65                                                 | 2                                                  | 67                                                 | Стагнација                                         |
| 5                                                  |                                                    | 67                                                 | 2019                                               | 15                                                 | 7                                                  | 6                                                  | 3                                                  | 67                                                 | 7                                                  | 74                                                 | Стагнација                                         |
| 6                                                  |                                                    | 74                                                 | 2018                                               | 12                                                 | 5                                                  | 6                                                  | 1                                                  | 72                                                 | 3                                                  | 74                                                 | 1                                                  |

## Такмичарски рекорд

### Светско првенство за жене
Филипини се никада нису квалификовали за ФИФА Светско првенство за жене све до издања 2023. године. Није покушала да се квалификује за инаугурационо ФИФА Светско првенство за жене 1991. својим неучешћем на АФК првенству за жене 1991, које је служило као азијске квалификације за Светско првенство. Репрезентација је први пут покушала да се квалификује за наредна издања турнира из 1995. осим за издање 2011. године када нисз учествовале у квалификацијама.
| Филипини на Светским првенствима | Филипини на Светским првенствима | Филипини на Светским првенствима | Филипини на Светским првенствима | Филипини на Светским првенствима | Филипини на Светским првенствима | Филипини на Светским првенствима | Филипини на Светским првенствима | Филипини на Светским првенствима | Филипини на Светским првенствима |
| Година                           | Резултат                         | Ута                              | Поб                              | Нер                              | Изг                              | ГД                               | ГП                               | ГР                               |                                  |
| -------------------------------- | -------------------------------- | -------------------------------- | -------------------------------- | -------------------------------- | -------------------------------- | -------------------------------- | -------------------------------- | -------------------------------- | -------------------------------- |
| 1991.                            | Нису учествовале                 | Нису учествовале                 | Нису учествовале                 | Нису учествовале                 | Нису учествовале                 | Нису учествовале                 | Нису учествовале                 | Нису учествовале                 | Нису учествовале                 |
| 1995.                            | Нису се квалификовале            | Нису се квалификовале            | Нису се квалификовале            | Нису се квалификовале            | Нису се квалификовале            | Нису се квалификовале            | Нису се квалификовале            | Нису се квалификовале            | Нису се квалификовале            |
| 1999.                            | Нису се квалификовале            | Нису се квалификовале            | Нису се квалификовале            | Нису се квалификовале            | Нису се квалификовале            | Нису се квалификовале            | Нису се квалификовале            | Нису се квалификовале            | Нису се квалификовале            |
| 2003.                            | Нису се квалификовале            | Нису се квалификовале            | Нису се квалификовале            | Нису се квалификовале            | Нису се квалификовале            | Нису се квалификовале            | Нису се квалификовале            | Нису се квалификовале            | Нису се квалификовале            |
| 2007.                            | Нису се квалификовале            | Нису се квалификовале            | Нису се квалификовале            | Нису се квалификовале            | Нису се квалификовале            | Нису се квалификовале            | Нису се квалификовале            | Нису се квалификовале            | Нису се квалификовале            |
| 2011.                            | Нису учествовале                 | Нису учествовале                 | Нису учествовале                 | Нису учествовале                 | Нису учествовале                 | Нису учествовале                 | Нису учествовале                 | Нису учествовале                 | Нису учествовале                 |
| 2015.                            | Нису се квалификовале            | Нису се квалификовале            | Нису се квалификовале            | Нису се квалификовале            | Нису се квалификовале            | Нису се квалификовале            | Нису се квалификовале            | Нису се квалификовале            | Нису се квалификовале            |
| 2019.                            | Нису се квалификовале            | Нису се квалификовале            | Нису се квалификовале            | Нису се квалификовале            | Нису се квалификовале            | Нису се квалификовале            | Нису се квалификовале            | Нису се квалификовале            | Нису се квалификовале            |
| 2023.                            | У току                           | У току                           | 2                                | 1                                | 0                                | 1                                | 1                                | 2                                | –1                               |
| 2027.                            | У току                           | У току                           | У току                           | У току                           | У току                           | У току                           | У току                           | У току                           | У току                           |
| Укупно                           | 1/9                              |                                  | 2                                | 1                                | 0                                | 1                                | 1                                | 2                                | –1                               |

*Жребови укључују одлуке о нокаут мечевима извођењем једанаестераца.

### Олимпијске игре
Филипини су учествовали на квалификационом турниру за Олимпијске игре. На прва два издања Олимпијских игара на којима се играо женски фудбал, коришћен је пласман на претходном Светском првенству у фудбалу за жене. Пошто земља није успела да се квалификује за финални турнир ФИФА Светских првенстава за жене 1995. и 1999. године, земља није успела да се квалификује за Олимпијске игре 1996. и 2000. године.
| Филипини на Олимпијским играма | Филипини на Олимпијским играма | Филипини на Олимпијским играма | Филипини на Олимпијским играма | Филипини на Олимпијским играма | Филипини на Олимпијским играма | Филипини на Олимпијским играма | Филипини на Олимпијским играма | Филипини на Олимпијским играма | Филипини на Олимпијским играма |
| Година                         | Резултат                       | Ута                            | Поб                            | Нер*                           | Изг                            | ГД                             | ГП                             | ГР                             |                                |
| ------------------------------ | ------------------------------ | ------------------------------ | ------------------------------ | ------------------------------ | ------------------------------ | ------------------------------ | ------------------------------ | ------------------------------ | ------------------------------ |
| 1996.                          | Нису се квалификовале          | Нису се квалификовале          | Нису се квалификовале          | Нису се квалификовале          | Нису се квалификовале          | Нису се квалификовале          | Нису се квалификовале          | Нису се квалификовале          | Нису се квалификовале          |
| 2000.                          | Нису се квалификовале          | Нису се квалификовале          | Нису се квалификовале          | Нису се квалификовале          | Нису се квалификовале          | Нису се квалификовале          | Нису се квалификовале          | Нису се квалификовале          | Нису се квалификовале          |
| 2004.                          | Нису учествовале               | Нису учествовале               | Нису учествовале               | Нису учествовале               | Нису учествовале               | Нису учествовале               | Нису учествовале               | Нису учествовале               | Нису учествовале               |
| 2008.                          | Нису учествовале               | Нису учествовале               | Нису учествовале               | Нису учествовале               | Нису учествовале               | Нису учествовале               | Нису учествовале               | Нису учествовале               | Нису учествовале               |
| 2012.                          | Нису учествовале               | Нису учествовале               | Нису учествовале               | Нису учествовале               | Нису учествовале               | Нису учествовале               | Нису учествовале               | Нису учествовале               | Нису учествовале               |
| 2016.                          | Нису учествовале               | Нису учествовале               | Нису учествовале               | Нису учествовале               | Нису учествовале               | Нису учествовале               | Нису учествовале               | Нису учествовале               | Нису учествовале               |
| 2020.                          | Нису се квалификовале          | Нису се квалификовале          | Нису се квалификовале          | Нису се квалификовале          | Нису се квалификовале          | Нису се квалификовале          | Нису се квалификовале          | Нису се квалификовале          | Нису се квалификовале          |
| 2024.                          | У току                         | У току                         | У току                         | У току                         | У току                         | У току                         | У току                         | У току                         | У току                         |
| 2028.                          | У току                         | У току                         | У току                         | У току                         | У току                         | У току                         | У току                         | У току                         | У току                         |

### АФК Куп Азије у фудбалу за жене
| Филипини на АФК Купу Азије | Филипини на АФК Купу Азије | Филипини на АФК Купу Азије | Филипини на АФК Купу Азије | Филипини на АФК Купу Азије | Филипини на АФК Купу Азије | Филипини на АФК Купу Азије | Филипини на АФК Купу Азије | Филипини на АФК Купу Азије | Филипини на АФК Купу Азије |
| Година                     | Резултат                   | Ута                        | Поб                        | Нер                        | Изг                        | ГД                         | ГП                         | ГР                         |                            |
| -------------------------- | -------------------------- | -------------------------- | -------------------------- | -------------------------- | -------------------------- | -------------------------- | -------------------------- | -------------------------- | -------------------------- |
| 1981.                      | групна фаза                | 3                          | 0                          | 0                          | 3                          | 1                          | 14                         | −13                        |                            |
| 1983.                      | групна фаза                | 5                          | 1                          | 0                          | 4                          | 2                          | 16                         | −14                        |                            |
| 1986.                      | Нису учествовале           | Нису учествовале           | Нису учествовале           | Нису учествовале           | Нису учествовале           | Нису учествовале           | Нису учествовале           | Нису учествовале           |                            |
| 1989.                      | Нису учествовале           | Нису учествовале           | Нису учествовале           | Нису учествовале           | Нису учествовале           | Нису учествовале           | Нису учествовале           | Нису учествовале           |                            |
| 1991.                      | Нису учествовале           | Нису учествовале           | Нису учествовале           | Нису учествовале           | Нису учествовале           | Нису учествовале           | Нису учествовале           | Нису учествовале           |                            |
| 1993.                      | Групна фаза                | 3                          | 0                          | 0                          | 3                          | 0                          | 32                         | −32                        |                            |
| 1995.                      | Групна фаза                | 3                          | 0                          | 1                          | 2                          | 0                          | 23                         | −23                        |                            |
| 1997.                      | Групна фаза                | 3                          | 0                          | 0                          | 3                          | 2                          | 32                         | −30                        |                            |
| 1999.                      | Групна фаза                | 4                          | 1                          | 0                          | 3                          | 5                          | 8                          | −3                         |                            |
| 2001.                      | Групна фаза                | 3                          | 0                          | 0                          | 3                          | 1                          | 17                         | −16                        |                            |
| 2003.                      | Групна фаза                | 4                          | 1                          | 0                          | 3                          | 2                          | 26                         | −24                        |                            |
| 2006.                      | Нису се квалификовале      | Нису се квалификовале      | Нису се квалификовале      | Нису се квалификовале      | Нису се квалификовале      | Нису се квалификовале      | Нису се квалификовале      | Нису се квалификовале      |                            |
| 2008.                      | Нису се квалификовале      | Нису се квалификовале      | Нису се квалификовале      | Нису се квалификовале      | Нису се квалификовале      | Нису се квалификовале      | Нису се квалификовале      | Нису се квалификовале      |                            |
| 2010.                      | Нису учествовале           | Нису учествовале           | Нису учествовале           | Нису учествовале           | Нису учествовале           | Нису учествовале           | Нису учествовале           | Нису учествовале           |                            |
| 2014.                      | Нису се квалификовале      | Нису се квалификовале      | Нису се квалификовале      | Нису се квалификовале      | Нису се квалификовале      | Нису се квалификовале      | Нису се квалификовале      | Нису се квалификовале      |                            |
| 2018.                      | 6. место                   | 4                          | 1                          | 0                          | 3                          | 3                          | 12                         | −9                         |                            |
| 2022.                      | Полуфинале                 | 5                          | 2                          | 1                          | 2                          | 8                          | 7                          | +1                         |                            |
| Укупно                     | 10/17                      | 37                         | 6                          | 2                          | 29                         | 22                         | 187                        | −165                       |                            |

### АФФ Шампионат у фудбалу за жене
| Филипини на АФФ Шампионату | Филипини на АФФ Шампионату | Филипини на АФФ Шампионату | Филипини на АФФ Шампионату | Филипини на АФФ Шампионату | Филипини на АФФ Шампионату | Филипини на АФФ Шампионату | Филипини на АФФ Шампионату | Филипини на АФФ Шампионату | Филипини на АФФ Шампионату |
| Година                     | Резултат                   | позиција                   | Ута                        | Поб                        | Нер*                       | Изг                        | ГД                         | ГП                         | ГР                         |
| -------------------------- | -------------------------- | -------------------------- | -------------------------- | -------------------------- | -------------------------- | -------------------------- | -------------------------- | -------------------------- | -------------------------- |
| 2004.                      | групна фаза                | 6.                         | 3                          | 1                          | 0                          | 2                          | 2                          | 7                          | −5                         |
| 2006.                      | Нису учествовале           | Нису учествовале           | Нису учествовале           | Нису учествовале           | Нису учествовале           | Нису учествовале           | Нису учествовале           | Нису учествовале           | Нису учествовале           |
| 2007.                      | Групна фаза                | 7.                         | 3                          | 0                          | 0                          | 3                          | 3                          | 14                         | −11                        |
| 2008.                      | Групна фаза                | 7.                         | 3                          | 1                          | 0                          | 2                          | 3                          | 20                         | −17                        |
| 2011.                      | Групна фаза                | 6.                         | 3                          | 0                          | 1                          | 2                          | 3                          | 9                          | −6                         |
| 2012.                      | Групна фаза                | 5.                         | 3                          | 1                          | 0                          | 2                          | 9                          | 9                          | 0                          |
| 2013.                      | Групна фаза                | 6.                         | 4                          | 2                          | 0                          | 2                          | 15                         | 11                         | +4                         |
| 2015.                      | Групна фаза                | 5.                         | 3                          | 1                          | 0                          | 2                          | 4                          | 8                          | −4                         |
| 2016.                      | Групна фаза                | 6.                         | 3                          | 1                          | 0                          | 2                          | 2                          | 8                          | −6                         |
| 2018.                      | Групна фаза                | 6.                         | 4                          | 1                          | 1                          | 2                          | 6                          | 12                         | −6                         |
| 2019.                      | 4. место                   | 4th                        | 6                          | 3                          | 0                          | 3                          | 17                         | 9                          | +8                         |
| 2022.                      | Шампионке                  | 1.                         | 7                          | 6                          | 0                          | 1                          | 23                         | 2                          | +21                        |
| Укупно                     | 11/12                      | −                          | 42                         | 17                         | 2                          | 23                         | 87                         | 109                        | −22                        |